# Crashtestdummy

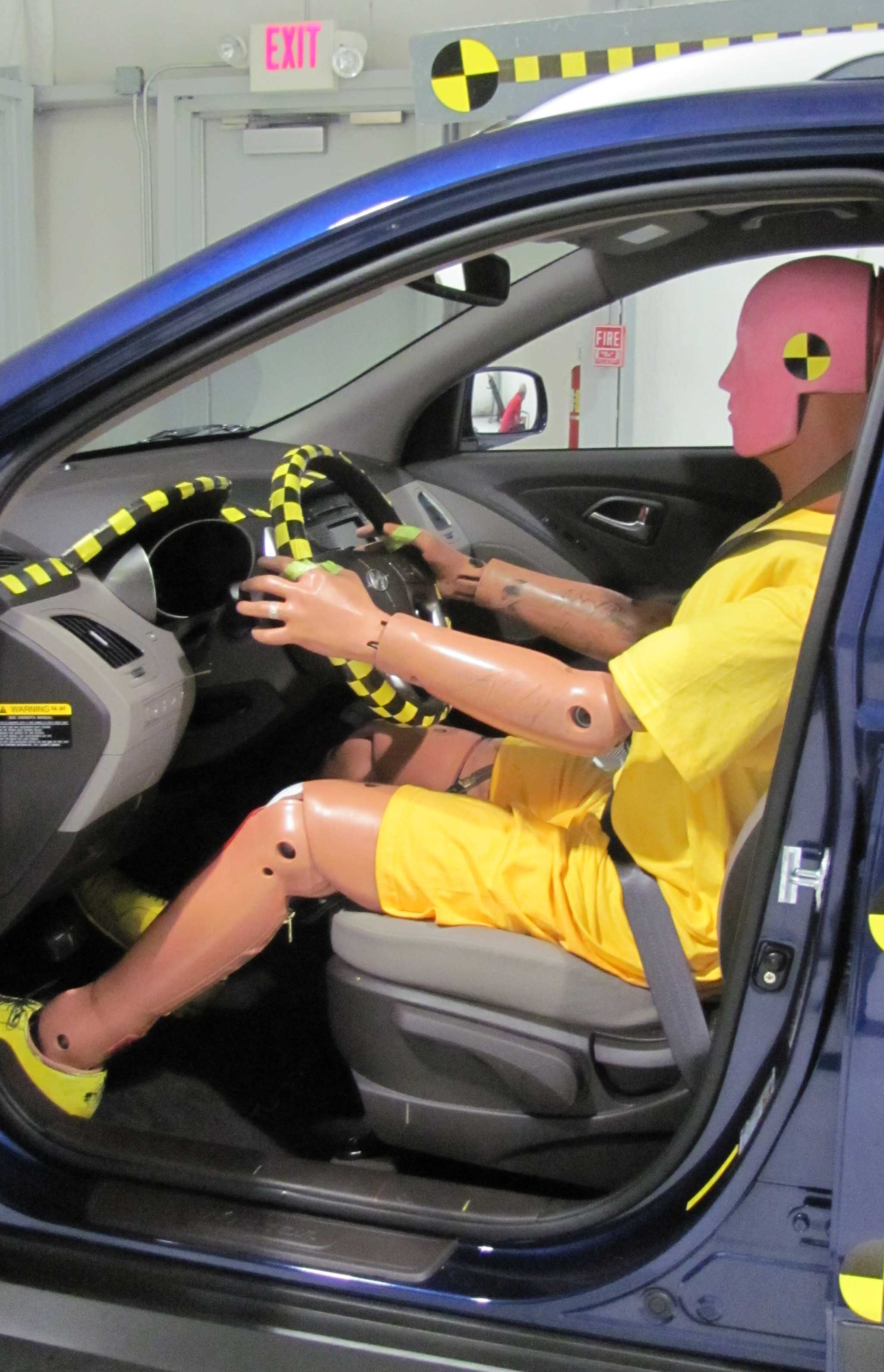
Een crashtestdummy in een Hyundai Tucson.

Een crashtestdummy is een humanoïde pop met de gemiddelde lengte, gewicht, en lichaamsverhoudingen als een volwassen man. De pop is tevens ontworpen om net zo te reageren op bepaalde omstandigheden (zoals ongelukken) als een mannelijk lichaam. Crashtestdummy's worden vooral gebruikt bij het testen van de veiligheid van voertuigen zoals auto’s en vliegtuigen in zogenaamde botsproeven. Hiertoe worden in de pop sensoren geplaatst die informatie verschaffen over hoe het lichaam van de pop reageert bij bijvoorbeeld een botsing, aanrijding of neerstorting.

## Geschiedenis

### Het begin

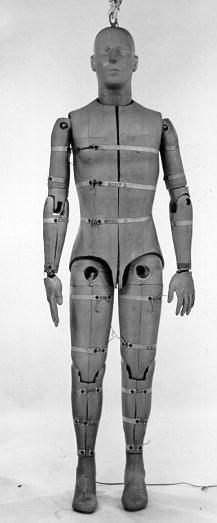
Sierra Sam, een van de eerste crashtestdummy's

Toen in late jaren 90 van de 19e eeuw de productie van de auto op gang kwam, kwam er steeds meer vraag naar het doen van testen met betrekking tot hoe het menselijk lichaam reageert op bijvoorbeeld een botsing. In de jaren 30 van de 20e eeuw was de Wayne State University in Detroit het eerste instituut dat serieus data begon te verzamelen over de effecten van aanrijdingen en botsingen op het menselijk lichaam. Het ontbrak hen echter aan de middelen om geschikte tests uit te voeren. Biomechanica stond nog in de kinderschoenen.
Om data te verkrijgen werden eerst tests uitgevoerd met menselijke kadavers als vervanging van echte mensen. Het gebruik van menselijke lijken voor dit doel riep echter enkele morele en ethische vragen op. Bovendien waren de meeste kadavers van oudere mensen die een natuurlijke dood waren gestorven. Dit sloot niet aan bij de doelgroep waar de test op gericht was; autobezitters waren doorgaans mensen van jonge tot middelbare leeftijd. Dit was een van de redenen dat er soms ook tests werden uitgevoerd met levende testpersonen. Lawrence Patrick, professor aan de Wayne State University, maakte bijvoorbeeld zelf een aantal ritjes op een raketslee om de effecten van enorme versnellingen op het menselijk lichaam te testen. Verder werd er gebruikgemaakt van levende of dode dieren.

### Invloed van de luchtvaart
Na de Tweede Wereldoorlog kwam men tot het besef dat het leerzaam zou zijn te onderzoeken hoe de mens zich tijdens een botsing van een auto zou gedragen. In 1949 ontwikkelde Samuel W. Alderson van Sierra Engineering Company een van de eerste crashtestdummy's genaamd “Sierra Sam”, die werd gebruikt om schietstoelen te testen. De pop had voor 95% het gewicht en grootte van een gemiddelde volwassen man en werd ingezet bij de eerste botsproeven. De ontwikkeling in de luchtvaart was in die jaren veel verder dan die van de auto-industrie wat betreft het gebruik van poppen. Daarom vloeit Sierra Sam ook voort uit de luchtvaartindustrie. De eerste testen die met Sierra Sam werden gedaan waren tests waar hij op een soort slede op een object werd afgevuurd. Ook werd met Sierra Sam getest wat er gebeurde als hij afgevuurd werd door een schietstoel.

### Sierra Sam
Hoewel het voor de auto-industrie zeker interessant was om te zien wat er met een pop gebeurde als er grote krachten op losgelaten werden, werd Sierra Sam eigenlijk alleen in de luchtvaartindustrie gebruikt. Dit veranderde in 1966 toen de pop genaamd VIP-50 werd ontwikkeld door de firma Alderson. Deze pop was speciaal ontwikkeld voor de auto-industrie. Ook Sierra Engineering ging mee in deze ontwikkeling en ontwikkelde een jaar later Sierra Stan. De twee poppen werden geleverd aan twee automobielgrootheden: General Motors en Ford. Nog een jaar later, in 1968 ontwikkelde de General Motors de Hybrid I. Dit was het beste van de poppen van Sierra Engineering en de firma Anderson in één pop. De Hybrid I wordt ook wel gezien als de voorloper van de huidige generatie crashtestdummy's.

### Ontwikkeling van de eerste testen
Op het moment dat Hybrid I werd ontworpen gebruikte autofabrikanten wel poppen die min of meer even zware lichaamsdelen als de mens hadden. Alleen hun lichaamsdelen werd niet volgens een vast procedé gemaakt, waardoor elke pop eigenlijk uniek was en het vergelijken van resultaten geen goede resultaten opleverde. De eerste testen met poppen werden gedaan door ze met 50 km/h op een betonnen muur af te laten rijden. Eerst werd hiervoor de slede gebruikt, overgenomen uit de luchtvaartindustrie. Later gebruikte men het chassis van modellen zoals die ook op de weg rond reden. Tegelijkertijd werden de poppen ook in autogordels vastgesnoerd zoals de mens ook zichzelf vastmaakt in de auto.

### Hybrid II
In 1972 werd er een tweede generatie poppen ontwikkeld: de Hybrid II. Deze pop was als eerste in staat gegevens op te slaan die hij verkreeg tijdens de botsing. Ook deze pop werd ontwikkeld door General Motors. Door gerechtelijke procedures, waar werd gewezen op het feit dat ieder persoon en elke fabrikant recht heeft te weten wat er gebeurt tijdens een botsing, maakte General Motors deze resultaten bekend zodat ook andere fabrikanten hun auto veiliger konden maken.

### Hybrid III
In 1977 kwam een volgende generatie die de Hybrid III werd genoemd. Door toegenomen mogelijkheden van de computers kon deze pop nog meer informatie verwerken. De kosten van een botsproef kwamen nu ook duidelijker opspelen. Het kwam regelmatig voor dat de pop zo`n harde botsing te verwerken kreeg dat hij daarna niet meer te gebruiken was omdat elk lichaamsdeel beschadigd was. Daar werd ook een oplossing voor gevonden door de pop uitneembare delen te geven, zoals een ribbenkast en andere onderdelen juist robuuster te maken. De robuustere delen waren o.a. de borst, de heup en de benen zorgden ervoor dat de klap doorgegeven werd door middel van sensoren aan de vervangbare delen. De vervangbare delen, die goedkoper te produceren waren, konden in het laboratorium onderzocht worden in welke mate ze beschadigd waren. Om de poppen zo veel mogelijk op een mens te laten lijken werden in latere jaren verschillende materialen gebruiken. Zo werd de nek van rubber gemaakt zodat deze door kan buigen. Daarnaast werden de knieën zo gemaakt dat ze nog een gedeelte van de klap konden opvangen voordat ze afbraken.

### Niet alleen mannelijke dummy`s
In de jaren 80 werd de pop steeds verder ontwikkeld doordat de computers steeds meer gegevens konden verwerken. Omdat het botsen zich tot nu toe steeds geconcentreerd had op mannen gelijkende poppen werd ook een botspop met de anatomische eigenschappen van een vrouw ontwikkeld. Deze poppen kregen een iets grotere borstomvang en een iets smaller middel. Ook werden er kinderpoppen ontwikkeld en poppen die baby's van twaalf en achttien maanden moesten representeren. De veiligheid van de mens kwam steeds hoger in het vaandel te staan. Zo testte men in de begin periode alleen met het poppen in het chassis van de auto. Later zette men de poppen in een auto die in principe verspreid kon worden onder de dealers. De taak voor het testen van auto`s werd voor de Europese markt in 1997 overgenomen door Euro NCAP, zie daarvoor het betreffende artikel.
Ondanks al deze ontwikkelingen, is het nog steeds niet verplicht om gebruik te maken van vrouwelijke dummy's en blijken in veel gevallen de dummy's die gebruikt worden kleinere mannelijke poppen die als 'vrouwelijk' worden aangemerkt maar anatomisch amper verschillen van de grotere poppen. Hierdoor maken vrouwen nog altijd 74% meer kans dan mannen om ernstig gewond te raken bij een auto-ongeval, een percentage dat enigszins verbloemd wordt door hun lagere betrokkenheid bij ongevallen.

### Kreukelzones en airbags
Tot slot is er nog een verschil te zien wat de poppen te verduren kregen. In het begin werden de poppen afgevuurd op een muur waarbij ze al dan niet in de gordels zaten. Later kwam daar de ontwikkeling van de kreukelzone en nog later de airbags bij. Nog steeds is testen met een snelheid van 50 km/h gangbaar (alhoewel de Duitse ADAC al snelheden van 64 km/h toepast), alleen komen de poppen van tegenwoordig er beter van af dan in de beginperiode.

## Varianten

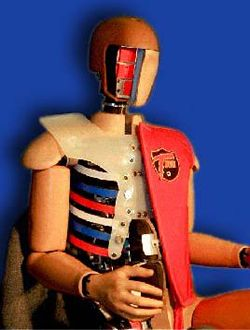
De THOR, de opvolger van de Hybrid III

De hybrid III is inmiddels de meest gebruikte crashtestdummy, maar er zijn in de loop der jaren nog een aantal andere modellen bij ontwikkeld voor specifieke testen. Een overzicht:
- De SID (Side Impact Dummy): poppen ontworpen om te zien hoe ribben en interne organen reageren op een aanrijding van opzij.
- BioRID: een pop ontworpen om de effecten van een aanrijding van achteren te testen. Wordt vooral gebruikt bij onderzoek naar whiplash en voor het ontwikkelen van goede hoofd- en neksteunen.
- CRABI: een pop van het formaat van een baby/peuter. Er bestaan 3 modellen; 18-maanden oud kind, een 12-maanden oud kind een 6-maanden oud kind.
- THOR: een geavanceerde pop die als opvolger van de hybrid III kan worden gezien. Thor heeft een meer menselijke ruggengraat en bekken. Tevens bevat zijn gezicht een aantal sensoren die de effecten van klappen op het gezicht kunnen meten.

## Crashtestdummy's in media
Crashtestdummy's zijn inmiddels een dermate bekend fenomeen geworden, dat ze ook geregeld voor andere doeleinden dan testen worden gebruikt.
- In de jaren 80 maakte de US Department of Transportation een reeks voorlichtingscampagnes met in de hoofdrol 2 pratende crashtestdummy's.
- In het televisieprogramma MythBusters wordt geregeld gebruikgemaakt van een crashtestdummy die de naam “Buster” heeft gekregen.
- Begin jaren 90 kwam Tyco Toys met een reeks actiefiguurtjes gebaseerd op crashtestdummy's, getiteld The Incredible Crash Dummies. De speelgoedserie bracht ook een 30-minuten durende computeranimatiefilm, een reeks korte filmpjes, en een computerspel met zich mee.